# Bourg-Saint-Pierre
Bourg-Saint-Pierre (toponimo francese; in tedesco Sankt Petersburg, desueto) è un comune svizzero di 182 abitanti del Canton Vallese, nel distretto di Entremont.

## Geografia fisica

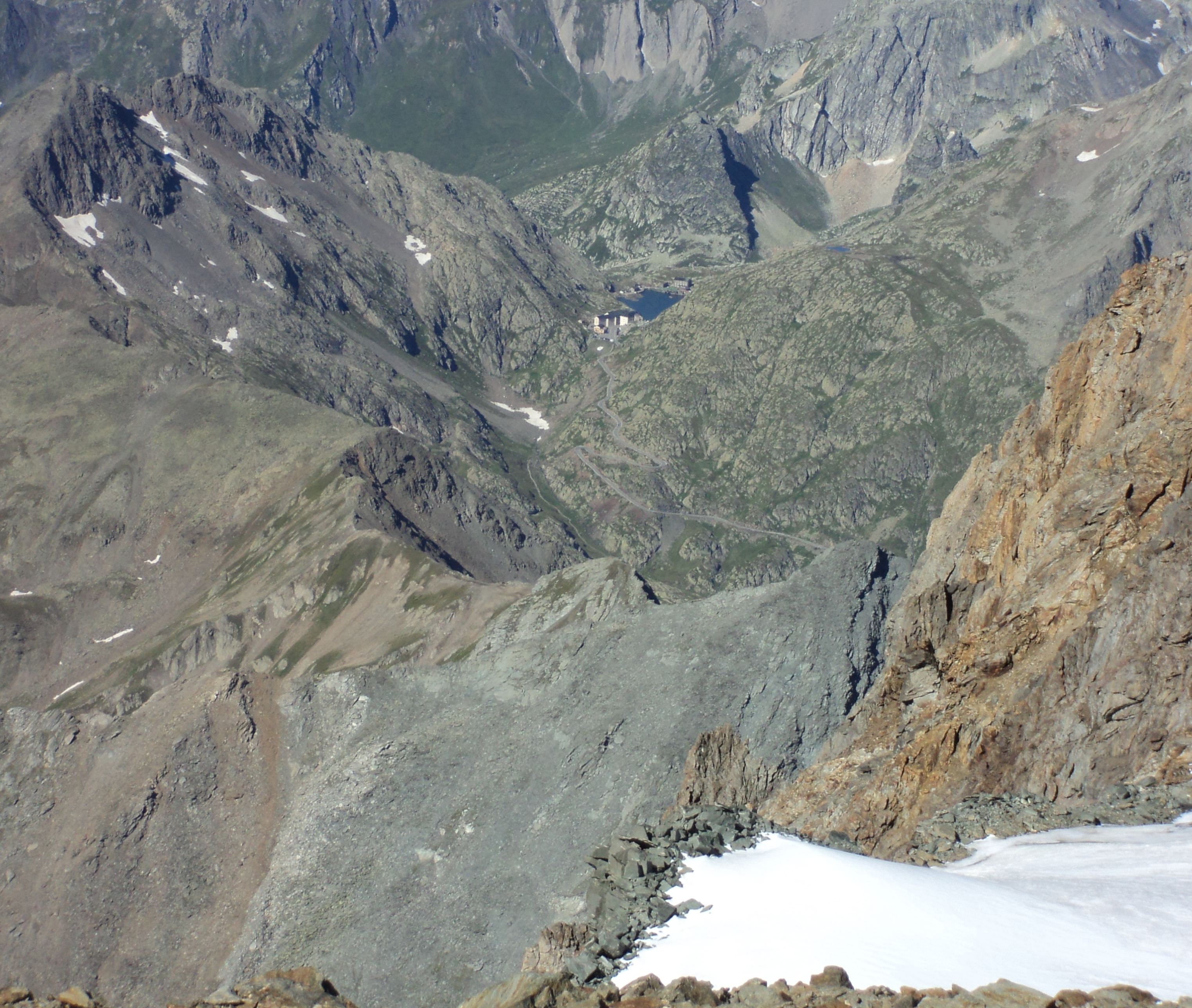
Il colle del Gran San Bernardo visto dal monte Vélan

Bourg-Saint-Pierre si trova nella val d'Entremont, ai piedi del colle del Gran San Bernardo.

## Storia
Bourg-Saint-Pierre è citato nel resoconto dell'itinerario di Sigerico e rappresentava la XLIX tappa (submansio). Sigerico di Canterbury la definì Petrecastel e vi soggiornò dopo aver oltrepassato il colle del Gran San Bernardo.
Il 20 maggio 1800, quando era ancora primo console, Napoleone Bonaparte passò per Bourg-Saint-Pierre, diretto in Italia attraverso il colle. L'avvenimento è ricordato da una targa affissa sul muro della casa dove sostò prima di continuare la sua marcia.
Il 20 maggio 1984, il presidente Mitterrand inviò una lettera di ringraziamento e una medaglia commemorativa, poiché in quell'occasione aveva fornito utensili, legname, forza lavoro, ecc. all'esercito francese e, per quasi duecento anni, forte di una promessa di pagamento vergata da Napoleone, aveva continuato a reclamare nei confronti del governo francese il pagamento dell'insoluto, saldando così finalmente lo storico debito.

## Monumenti e luoghi d'interesse

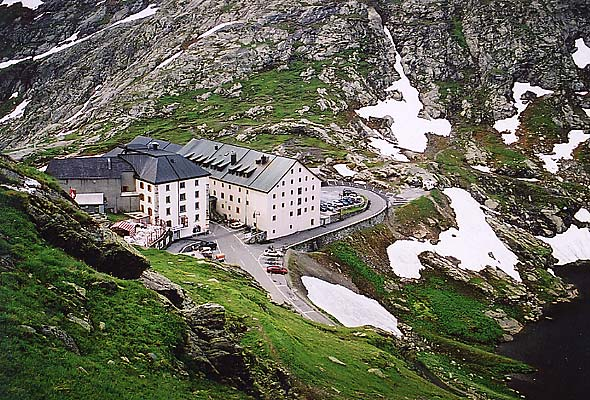
L'ospizio del Gran San Bernardo

- Chiesa cattolica di San Pietro, eretta nell'VIII secolo e ricostruita nel 1000 circa e nel 1739[1];
- Ospizio del Gran San Bernardo, attestato dal 1050[1];
- Diga di Hospitalet.

## Società

### Evoluzione demografica
L'evoluzione demografica è riportata nella seguente tabella:
Abitanti censiti

## Amministrazione
Ogni famiglia originaria del luogo fa parte del cosiddetto comune patriziale e ha la responsabilità della manutenzione di ogni bene ricadente all'interno dei confini del comune.